# Představitelé Kuej-čou
Představitelé Kuej-čou stojí v čele správy provincie. V čele správy Kuej-čou stojí guvernér (šeng-čang, 省长) řídící lidovou vládu Kuej-čou (Kuej-čou-šeng žen-min čeng-fu, 吉林省人民政府). Nejvyšší politické postavení v provincii má však tajemník kuejčouského provinčního výboru Komunistické strany Číny, vládnoucí politické strany provincie i celého státu. K dalším předním představitelům Kuej-čou patří předseda provinčního lidového shromáždění (zastupitelského sboru) a předseda provinčního výboru Čínského lidového politického poradního shromáždění (ČLPPS).
V politickém systému Čínské lidové republiky, analogicky k centrální úrovni, má příslušný regionální výbor komunistické strany v čele s tajemníkem ve svých rukách celkové vedení, lidová vláda v čele guvernérem (u provincie) nebo starostou (u města) řídí administrativu regionu, lidové shromáždění plní funkce zastupitelského sboru a lidové politické poradní shromáždění má poradní a konzultativní funkci.

## Tajemníci kuejčouského provinčního výboru Komunistické strany Číny (od 1949)
Kuejčouské komunisty po roce 1949 vedl provinční výbor strany v čele s tajemníkem, od poloviny 50. let prvním tajemníkem. Po zřízení provinčního revolučního výboru v únoru 1967 jeho předseda stanul i v čele komunistů provincie. Od května 1971 opět fungoval provinční výbor strany v čele s prvním tajemníkem. Od roku 1985 v čele provinčního výboru KS Číny stojí tajemník s několika zástupci tajemníka.
Ve sloupci „Další funkce“ jsou uvedeny nejvýznamnější úřady zastávané současně s výkonem funkce tajemníka kuejčouského výboru strany, případně pozdější působení v politbyru a stálém výboru politbyra.
| Jméno (životní data)                | Od            | Do            | Další funkce a poznámky |
| ----------------------------------- | ------------- | ------------- | --- |
| Su Čen-chua (苏振华) (1912–1979)    | únor 1949     | květen 1954   | později politický komisař námořnictva ČLOA (1957–1967 a 1973–1979), kandidát politbyra ÚV KS Číny (1973–1977), první tajemník šanghajského městského výboru KS Číny (1976–1979) a předseda šanghajského revolučního výboru (1976–1979), člen politbyra ÚV KS Číny (1977–1979)                                                            |
| Čou Lin (周林) (1912–1997)          | prosinec 1954 | říjen 1964    | předseda lidové vlády/guvernér Kuej-čou (1954–1965) |
| Li Ta-čang (李大章) (1900–1976)     | listopad 1964 | duben 1965    | později guvernér S’-čchuanu (1965–1967), vedoucí oddělení jednotné fronty ÚV KS Číny (1975–1976) |
| Ťia Čchi-jün (贾启允) (1914–2004)   | květen 1965   | leden 1967    | později první tajemník jünnanského provinčního výboru KS Číny (1975–1977) a předseda jünnanského revolučního výboru (1975–1977) |
| Lan I-nung (蓝亦农) (1919–2008)     | květen 1971   | září 1973     | předseda kuejčouského revolučního výboru (1971–1973) |
| Lu Žuej-lin (鲁瑞林) (1911–1999)    | září 1973     | únor 1977     | předseda kuejčouského revolučního výboru (1973–1977) |
| Ma Li (马力) (1916–1979)            | únor 1977     | září 1979     | předseda kuejčouského revolučního výboru (1977–1980) |
| Čch’ Pi-čching (池必卿) (1917–2007) | září 1979     | březen 1985   | předseda kuejčouského provinčního výboru ČLPPS (1979–1980) |
| Ču Chou-ce (朱厚泽) (1931–2010)     | duben 1985    | červenec 1985 | později vedoucí oddělení propagandy ÚV KS Číny (1985–1987), první tajemník sekretariátu Všečínské federace odborů (1988–1989) |
| Chu Ťin-tchao (胡锦涛) (* 1942)     | červenec 1985 | prosinec 1988 | předtím první tajemník Komunistického svazu mládeže Číny (1984–1985), později tajemník tibetského oblastního výboru KS Číny (1988–1992), >člen stálého výboru politbyra (1992–2012), generální tajemník ÚV KS Číny (2002–2012), prezident ČLR (2003–2013) a předseda ústředních vojenských komisí ÚV KS Číny a ČLR (2004/2005–2012/2013) |
| Liou Čeng-wej (刘正威) (1930–2012)  | prosinec 1988 | červenec 1993 | předseda kuejčouského provinčního lidového shromáždění (1993) |
| Liou Fang-žen (刘方仁) (* 1936)     | červenec 1993 | leden 2001    | předtím předseda ťiangsiského provinčního výboru ČLPPS (1993–1994), předseda kuejčouského provinčního lidového shromáždění (1998–2002) |
| Čchien Jün-lu (钱运录) (* 1944)     | leden 2001    | prosinec 2005 | předtím guvernér Kuej-čou (1998–2001), předseda kuejčouského provinčního lidového shromáždění (2003–2005), později tajemník chejlungťiangského provinčního výboru KS Číny (2005–2008), místopředseda celostátního výboru ČLPPS (2008–2013)                                                                                               |
| Š’ Cung-jüan (石宗源) (1946–2013)   | prosinec 2005 | říjen 2010    | chuejské národnosti, předseda kuejčouského provinčního lidového shromáždění (2006–2010) |
| Li Čan-šu (栗战书) (* 1950)         | říjen 2010    | červenec 2012 | předtím guvernér Chej-lung-ťiangu (2007–2010), předseda kuejčouského provinčního lidového shromáždění (2010–2013), člen 18. a 19. politbyra ÚV KS Číny (2012–2022) a tajemník sekretariátu ÚV KS Číny (2012–2017) |
| Čao Kche-č’ (赵克志) (* 1953)       | červenec 2012 | červenec 2015 | předtím guvernér Kuej-čou (2010–2012), předseda kuejčouského provinčního lidového shromáždění (2013–2016), později tajemník chepejského provinčního výboru KS Číny (2015–2017), ministr veřejné bezpečnosti (2017–2022) a státní poradce (2018–2023)                                                                                     |
| Čchen Min-er (陈敏尔) (* 1960)      | červenec 2015 | červenec 2017 | předtím guvernér Kuej-čou (2012–2015), předseda kuejčouského provinčního lidového shromáždění (2016–2018), později první tajemník čchungčchingského městského výboru KS Číny (2017–2022), první tajemník tchienťinského městského výboru KS Číny (2022– ), člen 19. a 20. politbyra ÚV KS Číny (2017– )                                  |
| Sun Č’-kang (孙志刚) (* 1954)       | červenec 2017 | listopad 2020 | předtím guvernér Kuej-čou (2015–2017), předseda kuejčouského provinčního lidového shromáždění (2018–2021) |
| Šen I-čchin (谌贻琴) (* 1959)       | listopad 2020 | prosinec 2022 | žena, pajské národnosti, předtím guvernérka Kuej-čou (2017–2020), předsedkyně kuejčouského provinčního lidového shromáždění (2021–2023), později státní poradce (2023– ) |
| Sü Lin (徐麟) (* 1963)              | prosinec 2022 | ve funkci     | předseda kuejčouského provinčního lidového shromáždění (2023– ) |

## Guvernéři Kuej-čou  (od 1949)
Od ledna 1980 v čele civilní administrativy provincie Kuej-čou stojí guvernér řídící lidovou vládu provincie. Předtím od roku 1949 do února 1955 provincii spravovala lidová vláda v čele s předsedou, poté lidový výbor v čele s guvernérem. Od února 1967 do ledna 1980 správu provincie vedl revoluční výbor Kuej-čou v čele s předsedou.
| Jméno (životní data)             | Od            | Do            | Další funkce a poznámky |
| -------------------------------- | ------------- | ------------- | --- |
| Jang Jung (杨勇) (1913–1983)     | prosinec 1949 | prosinec 1954 | později velitel pekingského vojenského okruhu (1958–1963), velitel sinťiangského vojenského okruhu (1975–1977), zástupce náčelníka generálního štábu (1977–1980), zástupce generálního sekretáře ústřední vojenské komise KS Číny (1980–1982)                                                                                          |
| Čou Lin (周林) (1912–1997)       | prosinec 1954 | červenec 1965 | tajemník/první tajemník kuejčouského provinčního výboru KS Číny (1954–1964) |
| Li Li (李立) (1908–2006)         | červenec 1965 | únor 1967     | |
| Li Caj-chan (李再合) (1919–1975) | únor 1967     | květen 1971   | |
| Lan I-nung (蓝亦农) (1919–2008)  | květen 1971   | září 1973     | první tajemník kuejčouského provinčního výboru KS Číny (1971–1973) |
| Lu Žuej-lin (鲁瑞林) (1911–1999) | září 1973     | únor 1977     | první tajemník kuejčouského provinčního výboru KS Číny (1973–1977) |
| Ma Li (马力) (1916–1979)         | únor 1977     | leden 1980    | první tajemník kuejčouského provinčního výboru KS Číny (1977–1979) |
| Su Kang (苏钢) (1920–2002)       | leden 1980    | leden 1983    | |
| Wang Čao-wen (王朝文) (* 1930)   | leden 1983    | leden 1993    | později předseda kuejčouského provinčního lidového shromáždění (1994–1998) |
| Čchen Š’-neng (陈士能) (* 1938)  | leden 1993    | červenec 1996 | |
| Wu I-sia (吴亦侠) (1943–1998)    | červenec 1996 | prosinec 1998 | |
| Čchien Jün-lu (钱运录) (* 1944)  | prosinec 1998 | leden 2001    | později tajemník kuejčouského provinčního výboru KS Číny (2001–2005), předseda kuejčouského provinčního lidového shromáždění (2003–2005), později tajemník chejlungťiangského provinčního výboru KS Číny (2005–2008), místopředseda celostátního výboru ČLPPS (2008–2013)                                                              |
| Š’ Siou-š’ (石秀诗) (* 1942)     | leden 2001    | červenec 2006 | |
| Lin Šu-sen (林树森) (* 1946)     | červenec 2006 | srpen 2010    | |
| Čao Kche-č’ (赵克志) (* 1953)    | srpen 2010    | prosinec 2012 | později tajemník kuejčouského provinčního výboru KS Číny (2012–2015), předseda kuejčouského provinčního lidového shromáždění (2013–2016), později tajemník chepejského provinčního výboru KS Číny (2015–2017), ministr veřejné bezpečnosti (2017–2022) a státní poradce (2018–2023)                                                    |
| Čchen Min-er (陈敏尔) (* 1960)   | prosinec 2012 | říjen 2015    | později tajemník kuejčouského provinčního výboru KS Číny (2015–2017), předseda kuejčouského provinčního lidového shromáždění (2016–2018), později první tajemník čchungčchingského městského výboru KS Číny (2017–2022), první tajemník tchienťinského městského výboru KS Číny (2022– ), člen 19. a 20. politbyra ÚV KS Číny (2017– ) |
| Sun Č’-kang (孙志刚) (* 1954)    | říjen 2015    | září 2017     | později tajemník kuejčouského provinčního výboru KS Číny (2017–2020), předseda kuejčouského provinčního lidového shromáždění (2018–2021) |
| Šen I-čchin (谌贻琴) (* 1959)    | září 2017     | listopad 2020 | žena, pajské národnosti, později tajemnice kuejčouského provinčního výboru KS Číny (2020–2022), předsedkyně kuejčouského provinčního lidového shromáždění (2021–2023), později státní poradce (2023– ) |
| Li Ping-ťün (李炳军) (1900–2000) | listopad 2020 | ve funkci     | |

## Předsedové kuejčouského provinčního lidového shromáždění (od 1980)
Počínaje rokem 1998 je předsedou kuejčouského provinčního lidového shromáždění (to jest provinčního zastupitelského sboru) pravidelně volen tajemník provinčního výboru KS Číny.
| Jméno (životní data)               | Od            | Do            | Další funkce a poznámky |
| ---------------------------------- | ------------- | ------------- | --- |
| Sü Ťien-šeng (徐健生) (1912–1993)  | prosinec 1980 | duben 1983    | předtím předseda kuejčouského provinčního výboru ČLPPS (1956–1959) |
| Wu Š’ (吴实) (1913–1966)           | duben 1983    | květen 1985   | |
| Čang Jü-chuan (张玉环) (* 1922)    | květen 1985   | leden 1993    | |
| Liou Čeng-wej (刘正威) (1930–2012) | leden 1993    | červenec 1993 | tajemník kuejčouského provinčního výboru KS Číny (1988–1993) |
| Wang Čao-wen (王朝文) (* 1930)     | leden 1994    | leden 1998    | předtím guvernér Kuej-čou (1983–1993) |
| Liou Fang-žen (刘方仁) (* 1936)    | leden 1998    | listopad 2002 | tajemník kuejčouského provinčního výboru KS Číny (1993–2001) |
| Čchien Jün-lu (钱运录) (* 1944)    | leden 2003    | prosinec 2005 | předtím guvernér Kuej-čou (1998–2001), tajemník kuejčouského provinčního výboru KS Číny (2001–2005), později tajemník chejlungťiangského provinčního výboru KS Číny (2005–2008), místopředseda celostátního výboru ČLPPS (2008–2013)                                                              |
| Š’ Cung-jüan (石宗源) (1946–2013)  | leden 2006    | srpen 2010    | chuejské národnosti, tajemník kuejčouského provinčního výboru KS Číny (2005–2010) |
| Li Čan-šu (栗战书) (* 1950)        | září 2010     | červenec 2012 | předtím guvernér Chej-lung-ťiangu (2007–2010), tajemník kuejčouského provinčního výboru KS Číny (2010–2012), člen 18. a 19. politbyra ÚV KS Číny (2012–2022) a tajemník sekretariátu ÚV KS Číny (2012–2017)                                                                                       |
| Čao Kche-č’ (赵克志) (* 1953)      | leden 2013    | leden 2016    | předtím guvernér Kuej-čou (2010–2012), tajemník kuejčouského provinčního výboru KS Číny (2012–2015), později tajemník chepejského provinčního výboru KS Číny (2015–2017), ministr veřejné bezpečnosti (2017–2022) a státní poradce (2018–2023)                                                    |
| Čchen Min-er (陈敏尔) (* 1960)     | leden 2016    | leden 2018    | předtím guvernér Kuej-čou (2012–2015), tajemník kuejčouského provinčního výboru KS Číny (2015–2017), později první tajemník čchungčchingského městského výboru KS Číny (2017–2022), první tajemník tchienťinského městského výboru KS Číny (2022– ), člen 19. a 20. politbyra ÚV KS Číny (2017– ) |
| Sun Č’-kang (孙志刚) (* 1954)      | leden 2018    | leden 2021    | předtím guvernér Kuej-čou (2015–2017), tajemník kuejčouského provinčního výboru KS Číny (2017–2020) |
| Šen I-čchin (谌贻琴) (* 1959)      | leden 2021    | leden 2023    | žena, pajské národnosti, předtím guvernérka Kuej-čou (2017–2020), tajemnice kuejčouského provinčního výboru KS Číny (2020–2022), později státní poradce (2023– ) |
| Sü Lin (徐麟) (* 1963)             | leden 2023    | ve funkci     | tajemník kuejčouského provinčního výboru KS Číny (2022– ) |

## Předsedové kuejčouského provinčního výboru Čínského lidového politického poradního shromáždění (ČLPPS, od 1955)
| Jméno (životní data)                   | Od            | Do            | Další funkce a poznámky |
| -------------------------------------- | ------------- | ------------- | --- |
| Šen Jün-pchu (申云浦) (1916–1991)      | únor 1955     | září 1956     | |
| Sü Ťien-šeng (徐健生) (1912–1993)      | září 1956     | prosinec 1959 | později předseda kuejčouského provinčního lidového shromáždění (1980–1983) |
| Miao Čchun-tching (苗春亭) (1919–2020) | prosinec 1959 | leden 1967    | poprvé |
| Li Pao-chua (李葆华) (1909–2005)       | listopad 1977 | leden 1979    | předtím tajemník anchuejského provinčního výboru KS Číny (1962–1967) a předseda anchuejského provinčního výboru ČLPPS (1962–1967), později guvernér Čínské lidové banky (1978–1982) |
| Čch’ Pi-čching (池必卿) (1917–2007)    | leden 1979    | leden 1980    | tajemník kuejčouského provinčního výboru KS Číny (1979–1985) |
| Miao Čchun-tching (苗春亭) (1919–2020) | leden 1980    | leden 1993    | podruhé |
| Lung Č’-i (龙志毅) (1929–2021)         | leden 1993    | leden 1998    | iské národnosti |
| Wang S’-čchi (王思齐) (1900–2000)      | leden 1998    | leden 2006    | |
| Sun Kan (孙淦) (1900–2000)             | leden 2006    | leden 2007    | |
| Chuang Jao (黄瑶) (1917–1987)          | leden 2007    | listopad 2009 | puejské národnosti |
| Wang Čeng-fu (王正福) (* 1947)         | leden 2010    | leden 2013    | |
| Wang Fu-jü (王富玉) (* 1952)           | leden 2013    | leden 2018    | chuejské národnosti |
| Liou Siao-kchaj (刘晓凯) (* 1962)      | leden 2018    | leden 2023    | miaoské národnosti |
| Čao Jung-čching (赵永清) (* 1963)      | leden 2023    | ve funkci     | |